# Pablo Stoll
Pablo Guillermo Stoll Ward (Montevideo, 13 de octubre de 1974) es un director de cine uruguayo. Codirector con Juan Pablo Rebella de los largometrajes 25 Watts y Whisky, ganadora de numerosos premios cinematográficos internacionales.

## Biografía
Estudió Comunicación Social en la Universidad Católica del Uruguay donde conoció a Juan Pablo Rebella. Juntos se graduaron en 1999 y desde entonces trabajaron en conjunto. Inicialmente realizó varios cortometrajes como Buenos y Santos y Víctor y los elegidos trabajando siempre con Rebella y con el productor Fernando Epstein que era también su amigo. Los tres fundaron la productora Ctrl Z (Control Zeta) en Uruguay y en 2001 estrenaron su primer largometraje 25 Watts que logró gran aceptación entre el público y la crítica y que fue premiada con el Tiger Award en Róterdam y el Coral a ópera prima en el Festival de Cine de La Habana, entre otros premios. 
En 2004 estrenaron la que sería su segunda película, Whisky, que fue seleccionada para Un Certain Regard en la edición 2004 del Festival de Cannes, donde obtuvo el premio Fipresci. Whisky también obtuvo galardones en los festivales de Tokio, La Habana, Salónica, Chicago y Huelva. Además ganó el premio Goya a mejor película Latinoamericana. 
Entre 2006 y 2007 se desempeñó como guionista y director del programa de humor Los Informantes en el Canal 4 de Montevideo. En 2009 estrenó Hiroshima, su primer largometraje en solitario. 
En 2012 estrenó 3, la película que se encontraba escribiendo en conjunto con Juan Pablo Rebella y Gonzalo Delgado cuando ocurrió el suicidio del primero. Por esta obra recibió el premio a "Mejor director" en el Festival Unasur Cine realizado en 2012.

## Filmografía

### Largometrajes
| Año  | Título             | Director | Guionista | Productor |
| ---- | ------------------ | -------- | --------- | --------- |
| 2001 | 25 Watts           | Sí       | Sí        |           |
| 2004 | Whisky             | Sí       |           |           |
| 2009 | Hiroshima          | Sí       |           |           |
| 2012 | 3                  | Sí       |           |           |
| 2013 | Tanta agua         |          |           | Sí        |
| 2024 | El tema del verano | Sí       | Sí        |           |

### Televisión
| Año       | Título               | Director | Guionista | Productor |
| --------- | -------------------- | -------- | --------- | --------- |
| 2006-2007 | Los Informantes      | Sí       | Sí        |           |
| 2018      | Todos detrás de Momo | Sí       | Sí        | Sí        |

## Premios y nominaciones
Festival Internacional de Cine de Cannes
|      | Categoría               | Película | Resultado |
| ---- | ----------------------- | -------- | --------- |
| 2004 | Prix du Regard Original | Whisky   | Ganador   |
| 2004 | Premio FIPRESCI         | Whisky   | Ganador   |

Premios Iris al Espectáculo
| Año  | Categoría      | Película | Resultado |
| ---- | -------------- | -------- | --------- |
| 2013 | Mejor director | 3        | Ganador   |